# La rueda de la vida
La rueda de la vida es una película española de drama estrenada en 1942, dirigida por Eusebio Fernández Ardavín y protagonizada en los papeles principales por Ismael Merlo y Antoñita Colomé.

## Sinopsis
La cantante Nina Luján se enamora de Alberto del Vall, un compositor que se hace célebre en América y ambos vuelven a encontrarse al cabo de los años, cuando ella ha ingresado en un asilo tras fracasar en su carrera artística.

## Reparto
- Ismael Merlo como Alberto del Vall
- Antoñita Colomé como Nina Luján
- Gabriel Algara como Don Ricardo
- Pedro Barreto como Peter
- Eduardo Stern como Enrique
- Alfonso Mancheño como Federico
- Elisa Cavalcanti como Criada
- Antonio Bayón como	Don Rosendo
- Xan das Bolas como	Juanito
- Salvador Videgaín como Bernardito, el fotógrafo
- M. Romero Hita como Francisco
- Antonio Casas como Javier
- Esperanza Hidalgo como Trini
- Elena Salvador
- Francisco Rabal como Bronquista de pelea en salón